# Kozelkova vila
Kozelkova vila je novorenesanční vila v Komenského ulici v Chlumci nad Cidlinou, v blízkosti Vlachovy vily. Investorem a původním majitelem obytného domu byl chlumecký starosta Zikmund Kozelka, architektonický návrh vytvořil český architekt Jan Vejrych.

## Investor
Zikmund Kozelka (1857–1914) byl v letech 1897–1900 a pak 1904–1913 starostou města Chlumec nad Cidlinou. Významně se zasadil o společenský, kulturní i stavební rozvoj města.
Na pozemcích v Komenského ulici, které jeho manželka přinesla věnem, si manželé Kozelkovi nechali postavit rozsáhlou novorenesanční vilu.

## Historie
Vilu projektoval architekt Jan Vejrych a stavbu realizoval stavitel Jan Vrbický z Žiželic.
Zikmund Kozelka při odchodu z Chlumce nad Cidlinou vilu prodal židovskému továrníkovi Oskaru Freudenfeldovi, ze kterého přešla na jeho syna Františka Freudenfelda. Rodina Freudenfeldů žila ve vile až do druhé světové války, kdy zahynula v koncentračních táborech. Od roku 1945 je vila v majetku města. Dnes (2019) v budově sídlí několik soukromých firem a je rekonstruována jen v malé míře.
Roku 2011 byl podán návrh na zápis vily do seznamu nemovitých kulturních památek.

## Architektura
Jan Uhlík, který se ve své diplomové práci Architekt Jan Vejrych a jeho tvorba podrobně věnuje Vejrychově architektonické tvorbě, popisuje Kozelkovu vilu takto:
"Uliční průčelí, které je pročleněno hranolovým rizalitem s balkonem neseným trojicí krakorců, vrcholí nad atikou zdobným volutovým štítem s oknem do podkroví. Volutovým štítem je završena i západní stěna domu. Jihovýchodní nároží je v patře nad vchodovou partií řešeno arkádovou lodžií. Ze severovýchodního nároží vyrůstá hranolový věžový rizalit krytý charakteristickou polygonální helmicí s lucernou a cibulovou bání. Ze zahradního průčelí vystupuje štíhlý pětiboký schodišťový rizalit. Fasády byly bohatě dekorované. Sgrafitová výzdoba byla provedena podle vlastních návrhů architekta, dvojice alegorických postav v hlavním průčelí znázorňující Samosprávu a Volnost byla dílem Karla Ludvíka Klusáčka."

## Galerie

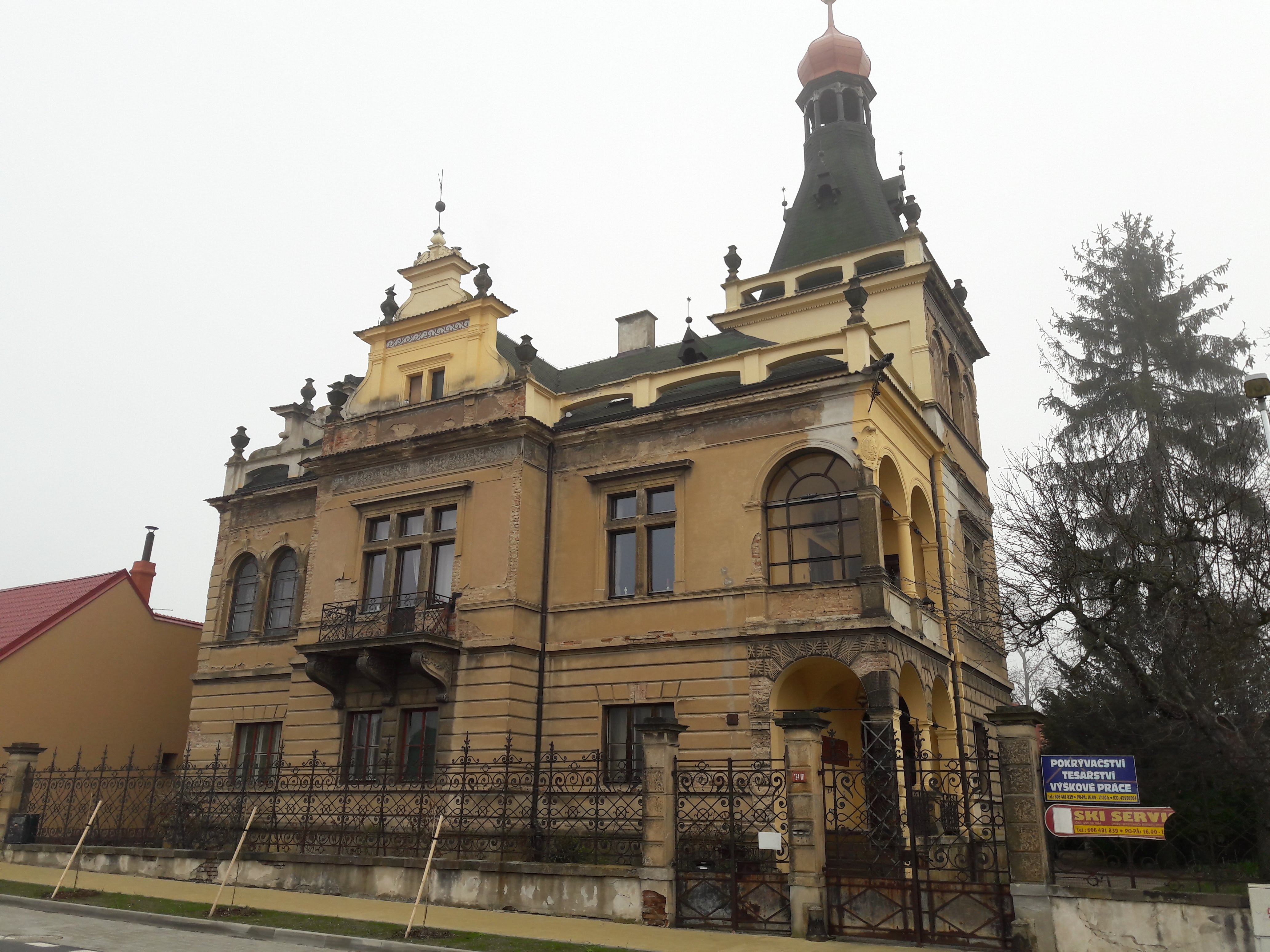
Kozelkova vila
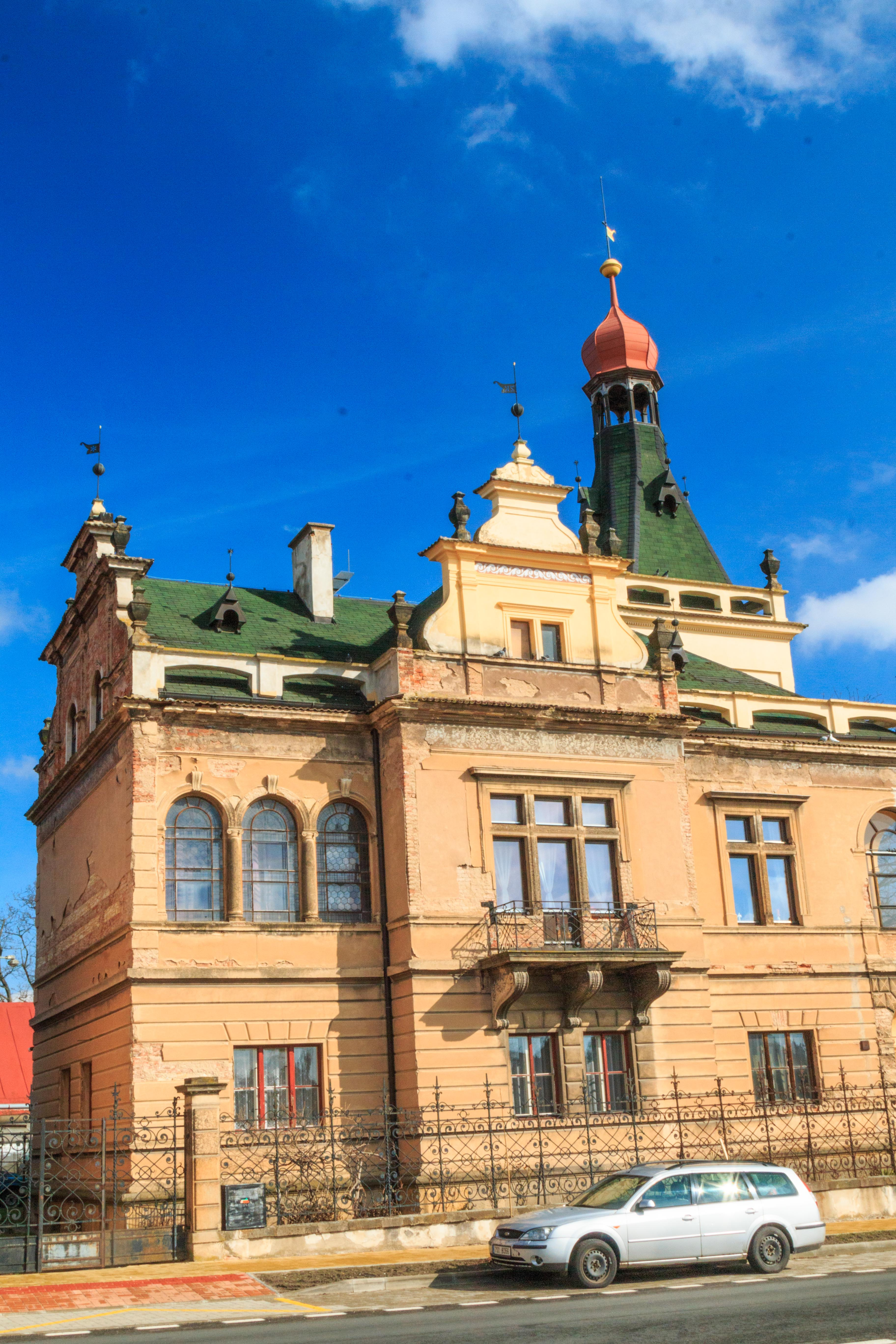
Kozelkova vila v Chlumci nad Cidlinou
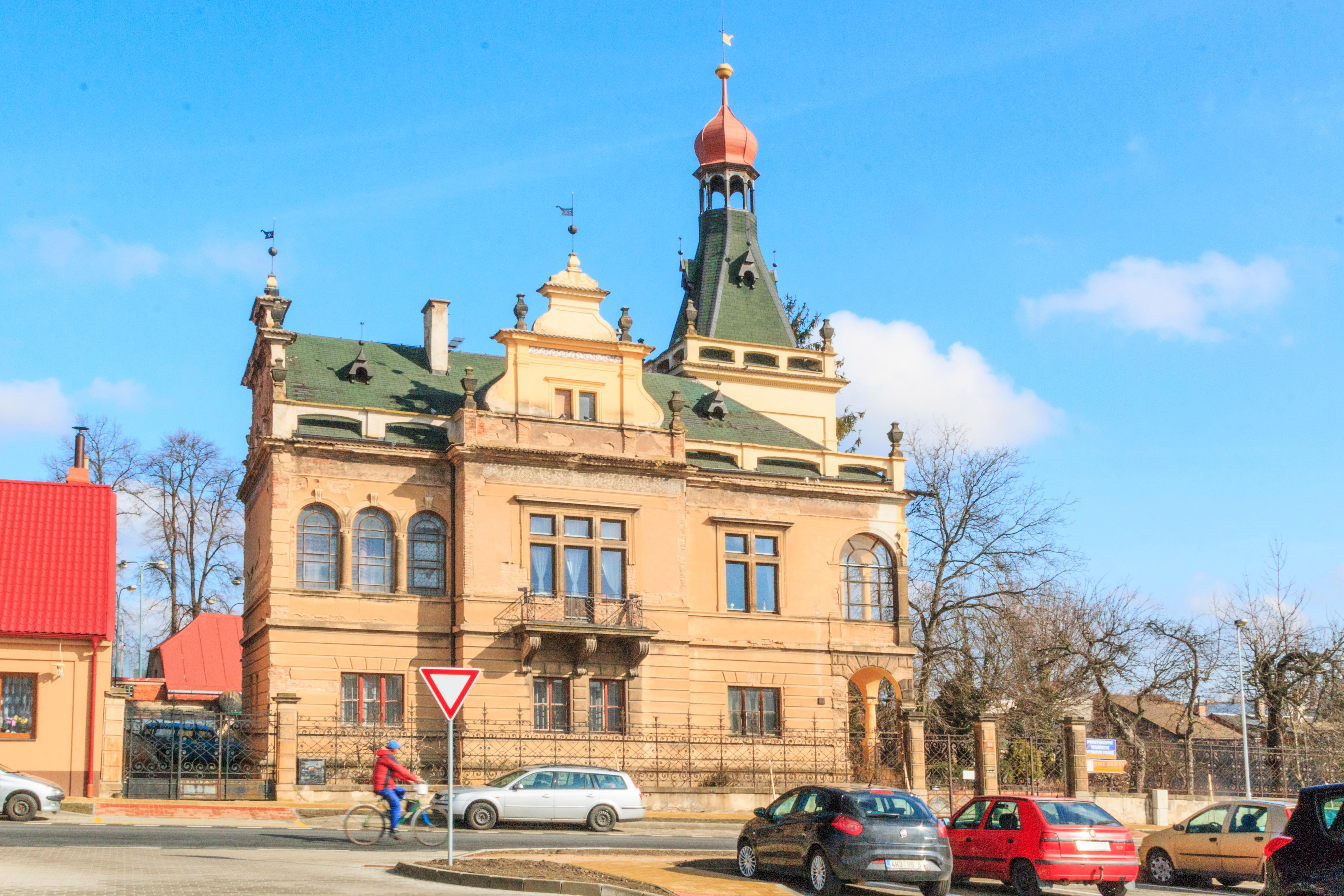
Kozelkova vila v Chlumci nad Cidlinou